# 放虫
放虫（ほうちゅう）とは、虫を野外に放すことである。主に飼育していた昆虫について言う。とくに外来種となる昆虫を放虫することにより、本来の生態系が崩されることが多く、大きな問題となる可能性が懸念されている。

## 放虫により発生する問題
国外及び国内の他地域から購入、飼育した昆虫が野外に放たれることにより、在来種である昆虫が餌や住処を奪われたり、交雑により遺伝子汚染が発生する可能性が指摘されている。とくに愛玩種として飼育されるカブトムシ・クワガタムシやホタルなどで、飼育者の「かわいそうだから」という気持ちで安易に野外に放す傾向が見られるとされる。
日本では、2004年に環境省が外来生物法（特定外来生物による生態系等に係る被害の防止に関する法律（平成十六年法律第七十八号））を施行し、昆虫に限らず生態系への影響が大きい外来種の持ち込みを制限している。

### カブトムシ・クワガタムシ
カブトムシやクワガタムシなどに代表されるコガネムシ上科の昆虫は、日本では固有種が多く、限られた島だけに生息するものも含め多様性も大きな特徴となっていた。1999年に植物防疫法が改訂され、国外のカブトムシやクワガタムシが大量に輸入されるようになり、日本国内の在来種の現状は危機的であるとされる。
環境省により要注意外来生物に指定されており、生態系への影響や交雑のほか、寄生性のダニの侵入による在来種への影響も指摘されている。2004年には日本国内に年間100万頭以上が輸入されているとされる。

### ホタル
日本では明治から昭和10年代にかけて、ホタルの飼育が盛んに行われていた。また、東日本と西日本では、ホタルの放虫についての考え方に相違があったとされる。